# Majlis

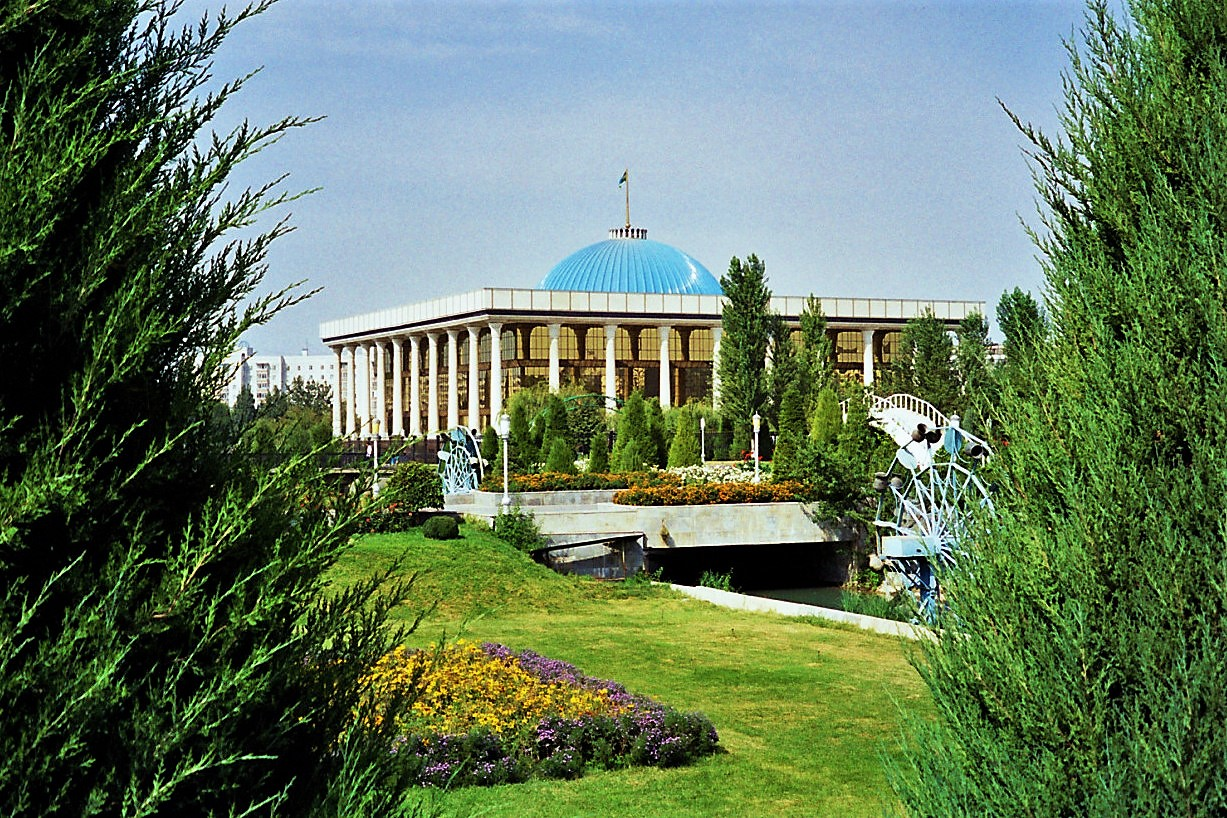
Uzbekistans majlis.

Majlis (arabiska مجلس; persiska مجلس majles) ofta namnet på den lagstiftande församlingen, parlamentet, i muslimska länder.
Majlis är även den arabiska beteckningen på ett boningsrum där männen, gamla och unga samlas. I huset ligger det långt från de inre rum där kvinnorna vistas. Gäster, vänner, släktingar och affärsmän tas emot i majlis. Det är ett rum för såväl fester som för affärsuppgörelser men också ett rum där männen utbyter nyheter, samtalar eller läser Koranen. 